# ميمون الخالدي
ميمون الخالدي(من مواليد 1950 في الديوانية) هو ممثل ومسرحي عراقي قدم العديد من الأدوار في السينما والتلفزيون ويعتبر من جيل الرواد في الفن العراقي.

## حياته
ولد في مدينة الديوانية والده كان يعمل معلما، انتقلت عائلته من الديوانية لتستقر في مدينة النجف وينتمي إلى قبيلة بني خالد، له أخ ضابط في الجيش العراقي، بدايته في الستينيات القرن العشرين كانت كرياضي يمثل فريق منتخب محافظة النجف وعضو هيئة رياضية فيها.
تخصص في تدريس الإلقاء والمنطق قد ساهم في أعمال مسرحية، تلفزيونية وإذاعية فضلاً عن ممارسة التدريس في أكاديمية الفنون الجميلة حاصل على الماجستير عام 1986 وحملت عنوان رسالته مسألة النطق (اشكالات الصوت لدى الممثل العراقي) ثم استمر فيها خلال الدكتوراه وعنوانها (الإلقاء في العرض المسرحي) كما يدرس علم الأصوات في معهد الفنون الجميلة.

### حياته الأسرية
تزوج من المدرسة التربوية «بشرى عبد» ورزق منها بابنته «ود»

## مشواره المهني
علم 1971شاهده الأستاذ مهدي سمسم في النجف  وجد عنده رغبات لحب الشعر والثقافة والفن وكانت تلك التجربة من خلال إخراجه لمسرحية السلطان الحائر وكانت من تاليف توفيق الحكيم انتقل بعدها من الرياضة إلى التمثيل، عمل في المسرح المدرسي وصار له خبرة جيدة في معرفة المسرح أصبحت لديه رغبة باكمال دراسته الفنية فذهب إلى بغداد وقدم عام 1973 للدراسة المسائية في المعهد فدخل الفن وانتسب حينها إلى فرقة المسرح الشعبي شارك في العديد من نتاجات المعهد وقدم فيه مسرحيات عدة، في السنة الخامسة تم نقله إلى بغداد كمعلم في تربية الكرخ وتم تنسيبه في مديرية النشاط المدرسي مع نخبة من الاساتذة، خلال تخرجه
قدم مسرحية اسمها الاستعراض وحصل من خلالها على المرتبة الأولى.
دخل الاكاديمية خلال وجوده في فرقة المسرح الشعبي كان معه العديد من الاساتذة يعملون في مسرح الستين كرسي الذي كان في شارع السعدون وحصل على أول جائزة في الاكاديمية لمسرحية الزنوج التي اخرجها الاستاذ سامي عبد الحميد كأفضل ممثل وتخرج عام عام 1982.
عين معيدا في الكلية لأن تخرج بتفوق الثاني على دورته ثم تم نقل خداماته إلى الكلية كمعيد فيها عام 1984 – 1985.
دخل الإذاعة عمل في قسم التمثيليات ثم في بطولة مسلسلات بثلاثين حلقة كما شاركت بعشرات المسلسلات وكانت منها مسلسل عمر بن عبد العزيز وبدر شاكر السياب، أما في التلفزيون فقد بدأ بتمثلية «السهرة» مع طارق الحمداني وإبراهيم عبد الجليل وعلي الانصاري
آخر عمل له كان في عام 2014 في «وادي السلام» شارك في أوبريت اسمه «بغداد والشعرا ء والصور» في تونس

### مشاركته كعضو لجنة تحكيم
عام 2006 شارك في لجنة تحكيم برنامج نجوم الشعر على قناة السومرية

## أعماله

### في التلفزيون
- (2023):الكاسر
- (2015):وادي السلام
- (2013):حفيظ
- (2013): نزف جنوبي
- (2012):ضياع في حفر الباطن
- (2010):بيت الطين الجزء الثالث
- (2008):سنوات النار
- (2008):صيف ودخان
- (2002):أبو الطيب المتنبي
- (2001):الإنصاف في مسائل الخلاف
- (2001): المرأة في الإسلام
- (1999): أشهى الموائد في مدينة القواعد
- (1999) :من أيام العرب
- (1998):أبو جعفر المنصور
- (1998): حكايات قبل أن تنزل الآيات
- (1998):الأصمعي
- (1998): حكايات قبل أن تنزل الآيات
- (1998):سوق الجواهر
- (1998): السياب
- (1997):الذخائر
- (1996): رحلة مسعود العمارتلي
- (1996): أوائل العرب
- (1996): مسلسل اللغة العربية[6]
- (1994):الميزان الحق 1994
- (1986): أحلى الكلام (برنامج)
- (1985): السهرة (تمثيلية)

### في المسرح
- (2016)-(2018): ثلاثية أورستيا[7]
- (2016): مكاشفات[8]
- (2014): نون
- (2012): روميو وجوليت
- (2011): عائلة عراقية جداً
- (2011): الظلال [9]
- (2008): بير شناشيل
- (2005): اعتذر استاذي
- (2004): حريق البنفسج
- (2004): الامنتيات الصغيرة
- (1999): سيدرا
- (1983): الأم
- (1982): الزنوج
- (1982): الاستعراض
- (1971): السلطان الحائر

### في السينما
- (2014): الحاج نجم
- (2013): ثورة البقال
- (1986):صخب البحر

### في الإذاعة
- (2016): «كنت مع الرسول ص» (تقديم)
- (2016): «كنت مع علي ع» (تقديم)
- (2015): «كنت مع الحسين ع» (تقديم)[10]
- (1985): بدر شاكر السياب
- (1984): عمر بن عبد العزيز

## الجوائز
- العراق: جائزة أفضل ممثل «اعتذر استاذي» عن مسرحية بغداد المسرحي [11]2005
- العراق: جائزة أفضل ممثل عن مسرحية الزنوج ومسرحية بير والشناشيل 1982
- الأردن: جائزة أفضل ممثل عن مسرحية الأمنيات الصغيرة 2004
- مصر: جائزة أفضل ممثل للنقاد المصريين في مهرجان القاهرة الدولي عام 2001
- مصر: رشح مرتين لجائزة أفضل ممثل في القاهرة عام 2004 و 2009
- العراق:(2020)جائزة الإبداع في مهرجان عيون للإبداع بدورته الثانية عشرة[12]